# هارولد إي. سوندرز
هارولد إي. سوندرز (بالإنجليزية: Harold E. Saunders)‏ هو ضابط ومهندس أمريكي، ولد في 1890، وتوفي في 1961.